# Carlo Corsi (generale)
Carlo Corsi (Firenze, 21 ottobre 1826 – Genova, 30 maggio 1905) è stato un generale, scrittore e storico italiano, che partecipò alla prima, seconda e terza guerra d'indipendenza italiana, e alla Campagna piemontese in Italia centrale (1861-1861). Decorato con la croce di cavaliere dell'Ordine militare di Savoia e due medaglie d'argento al valor militare fu comandante della Brigata Parma, della Scuola di guerra dell'esercito, del XII e X Corpo d'armata. Autore di numerose opere di carattere militare tra le quali Sommario di storia militare edito in quattro volumi, scriveva regolarmente sui periodici Rivista Militare e Nuova Antologia.

## Biografia
Nacque a Firenze il 21 ottobre 1826, all'interno di una nobile famiglia, figlio di Giuliano, segretario particolare del granduca Leopoldo, e della signora Anna Bellini delle Stelle. Rimase orfano dei genitori in tenera età, e studiò presso il collegio Cicognini di Prato. Iscrittosi alla facoltà di legge dell'università di Siena, lasciò gli studi per intraprendere la carriera militare, e il 4 ottobre 1844 si arruolò volontario nel battaglione zappatori del genio dell'Armata Sarda. Congedato il 25 febbraio 1848 "per affari di famiglia", il 15 marzo dello stesso anno entrò volontario nel II Battaglione fiorentino delle truppe toscane partecipando allo scontro di Curtatone e Montanara (29 maggio). Il 2 giugno si dimise dall'esercito toscano, nel quale prestava servizio con il grado di capitano, rientrando nell'esercito sardo col grado di sottotenente nel genio militare il 13 dello stesso mese. Congedatosi il 28 agosto successivo, ritornò in servizio nell'esercito toscano l'8 febbraio 1849 con il grado di sottotenente (dal 18 aprile 1850). Dal 1851 ricoprì l'incarico di professore di storia, geografia ed arte militare nel collegio per i figli dei militari a Firenze, rimanendovi sino alla nomina a capitano di Stato maggiore, avvenuta il 7 maggio 1859.  Il 26 settembre 1849 aveva sposato la signorina Teresa Maggio, che morirà poi il 25 novembre 1854, dalla quale ebbe due figli.
L'inizio degli anni cinquanta videro svilupparsi in lui un forte e sistematico interesse sulla scienza militare, specie sulla pedagogia e l'organica militare, cioè la preparazione e la conservazione delle forze armate, e sulla strategia e la tattica. Nel 1851 diede alle stampe a Torino il saggio Dell'esercito piemontese e della sua organizzazione  che analizzava l'assetto di quelle forze armate, risaltandone pregi e difetti dell'organizzazione e della preparazione, e nel 1858 a Firenze Dell'educazione morale e disciplinare del soldato in cui elaborava le prime formulazioni delle sue idee sull'istruzione militare, e più in generale sul ruolo dell'esercito nell'ambito dell'educazione, articolando quella militare in "educazione morale e disciplinare", "educazione intellettuale" e "educazione fisica o tattico-ginnastica". In ricompensa dei servizi prestati per l'istruzione militare fu decorato della Croce di Cavaliere del S.M.O. di Santo Stefano.
Dopo la deposizione del granduca Leopoldo II e la costituzione del governo provvisorio avvenuta il 27 aprile 1859, ed accettata il giorno seguente da re Vittorio Emanuele II la dittatura toscana, egli partecipò alla seconda guerra d'indipendenza italiana aggregato al V Corpo d'armata dell'esercito francese, che però non giunse in tempo per prendere parte alle operazioni sul Mincio, e per cui fu poi insignito della Médaille commémorative de la campagne d'Italie. Entrato a pieno titolo nell'esercito sardo insieme ai reparti dell'esercito toscano, il 29 novembre 1859 prestò giuramento di fedeltà, e unitasi definitivamente la Toscana al Regno di Sardegna il 22 marzo 1860, tre giorni dopo entrava in servizio presso lo Stato maggiore dell'Armata Sarda. Prese parte alla Campagna piemontese in Italia centrale venendo decorato con una medaglia d'argento al valor militare per la conquista dei forti di monte Pelago e di monte Pulito, nei pressi di Ancona, e la Croce di Cavaliere dell'Ordine militare di Savoia per essersi distinto sul Garigliano il 29 ottobre 1860.
Il 22 luglio 1861 diveniva professore presso la Scuola di cavalleria di Pinerolo, e venne promosso maggiore il 23 marzo 1862. Nel luglio di quell'anno divenne capo di stato maggiore della 11ª Divisione attiva, passando poi alla 19ª, e nel mese di dicembre fu riassegnato alla Scuola militare di cavalleria come direttore degli studi e professore, restandovi fino al settembre 1865. Lo stesso anno sposò in seconde nozze Clementina Carletti.
Il 27 gennaio 1866 fu nominato sottocapo di Stato maggiore del dipartimento di Milano, e in quello stesso anno partecipò alla terza guerra d'indipendenza italiana. Si distinse nella battaglia di Custoza (1866), a Monte Vento e a Valeggio, venendo decorato con una seconda medaglia d'argento al valor militare.  Della battaglia scrisse un vasto resoconto in Delle vicende del I corpo d'armata durante il primo periodo della campagna del 1866, e ritornò ad esaminare l'andamento di quella guerra stendendone la relazione ufficiale nei due volumi di La campagna del 1866 in Italia dandone un severo giudizio che ripeté in Rimembranze di guerra. 1848-1870.  Il 10 ottobre 1866 è nominato Capo di stato maggiore della Divisione territoriale di Alessandria, per essere trasferito il 29 dicembre in servizio presso l'ufficio superiore del corpo di Stato Maggiore. Qui collaborò ai lavori della commissione incaricata di progettare la Scuola superiore di guerra, istituita nel 1867, che doveva preparare selettivamente gli ufficiali superiori ed abilitarli al servizio di Stato Maggiore di cui divenne poi docente. 
Promosso luogotenente colonnello il 9 luglio 1869, effettuò un tempestivo esame delle vicende e delle novità militari emerse durante la guerra franco-prussiana effettuando anche una personale ricognizione visiva delle zone in cui erano in corso le operazioni belliche.
Espose le sue considerazioni in una serie di articoli apparsi sulla rivista Nuova Antologia: Si trattava di Le vicende della guerra tra Francia e Germania nel 1870  fascicoli di novembre e dicembre 1870, e di gennaio, febbraio e luglio 1871, Un'escursione militare in Prussia ed in Francia sul finire del gennaio 1871, fascicoli di aprile e giugno 1871, e di Di alcuni frutti del 1870-71 nei vari rami della milizia, fascicoli del maggio e giugno 1874. In essi si analizzavano non solo i movimenti delle forze e la tattica impiegata, in particolare dall'esercito prussiano, ma pure l'atteggiamento, i sentimenti, e il comportamento delle popolazioni e dei soldati di entrambi i paesi coinvolti nel conflitto.
Segretario del comitato di Stato Maggiore generale dal 1º gennaio 1874, colonnello il 16 maggio, fu nominato Capo di stato maggiore del III Corpo d'armata di stanza a Verona il 28 maggio 1877 e divenne comandante del 23º Reggimento fanteria il 28 febbraio 1878. Nel maggio 1881 assunse il comando della Brigata Parma e fu promosso maggior generale il 1º dicembre dello stesso anno. Il 27 aprile 1882 fu nominato vicecomandante del Corpo di Stato maggiore, divenendone comandante dal 1º dicembre, e membro del Consiglio delle strade ferrate il 1º ottobre. Il 24 giugno 1884 assunse il comando della scuola di guerra dell'esercito, venendo promosso tenente generale il 13 marzo 1887. Passato a Comandante del XII Corpo d'armata di stanza a Palermo dal 26 maggio 1892, venne trasferito al comando del X Corpo d'armata di Napoli il 24 dicembre 1893. Subito esonerato dal comando venne collocato in posizione ausiliaria il 16 febbraio 1895, transitando nella riserva il 1º ottobre 1898. Esonerato dal servizio per limiti di età il 2 novembre 1901, si spense a Genova il 30 maggio 1905.

## Pubblicazioni
- Dell'esercito piemontese e della sua organizzazione, Torino, 1851.
- Dell'educazione morale e disciplinare del soldato, Firenze, 1958.
- Conferenze di arte militare, Milano, 1866.
- Delle vicende del I corpo d'armata durante il primo periodo della campagna del 1866, Milano, 1867.
- Sommario di storia militare. Dai tempi più remoti sino al 1740. Volume 1, Tipografia G. Candeletti, successore Cassone, Torino, 1870.
- Sommario di storia militare. Dal 1740 al 1815. Volume 2, Tipografia G. Candeletti, successore Cassone, Torino, 1870.
- Sommario di storia militare. Dal 1815 al 1866. Volume 3, Tipografia G. Candeletti, successore Cassone, Torino, 1870.
- Tattica, Firenze, 1873.
- La campagna del 1866 in Italia. Volume primo, Comando del corpo di Stato Maggiore, Sezione storica, Roma, 1875.[N 3]
- La campagna del 1866 in Italia. Volume secondo, Comando del corpo di Stato Maggiore, Sezione storica, Roma, 1895.
- Rimembranze di guerra. 1848-1870, Roma 1896.
- Dal toscano del 1825 all'italiano del 1859, Firenze, 1896.

### Annotazioni
1. ↑  Mentre insegnava in tale collegio era stato istitutore dell'arciduca Carlo Salvatore.
2. ↑  Ricoprirà nuovamente tale incarico dal marzo 1879 al maggio 1881.
3. ↑  Ultimata nel 1869, prima di essere data alle stampe l'opera era stata sottoposta all'approvazione dei generale Alfonso La Marmora, Enrico Cialdini e Morozzo Della Rocca.

### Fonti
1. 1 2 3 4 5 6 7 8 9 10 11 12 13 14 15 16 17 18 19 20  http://www.treccani.it/enciclopedia/carlo-corsi_(Dizionario-Biografico)
2. ↑  Storie di soldati.
3. 1 2 3 4 5 6 7 8 9 10 11  Pietre della memoria.
4. ↑  Corsi 1896, p. 40.
5. ↑  Ordine militare d'Italia sul sito della Presidenza della Repubblica